# Pentas suswaensis
Pentas suswaensis är en måreväxtart som beskrevs av Bernard Verdcourt. Pentas suswaensis ingår i släktet Pentas och familjen måreväxter. Inga underarter finns listade i Catalogue of Life.